# 沢松和子
沢松 和子（さわまつ かずこ、1951年1月5日 - ）は、兵庫県西宮市出身の元女子テニス選手。現・日本テニス協会副会長。神戸松蔭女子学院大学卒業。身長174cm、体重61kg、右利き。日本人初のプロテニス選手。
1975年のウィンブルドン女子ダブルス部門で、日系人選手のアン清村とペアを組んで優勝し、日本人女子テニス選手として史上初の4大大会タイトルを獲得した名選手である。シングルスでは日本人女子初のグランドスラムベスト4進出を果たした。
姉の沢松順子もテニス選手で、沢松奈生子は姪（順子の娘）にあたる。
2022年文化功労者。

## 選手経歴
沢松家は、和子から見れば祖父の時代からのテニス名門一家だった。西宮市にあるテニスコートつきの家で、和子と順子の2人姉妹は自然にテニスに親しんでいった。和子は1967年、16歳の時に第42回全日本テニス選手権と全日本室内テニス選手権で優勝し、同年にジュニアテニス選手の登竜門と言われる「オレンジボウル選手権」の女子シングルスでも優勝を果たす。それ以後、1967年から1975年までの足掛け8年間で、彼女は日本国内の試合で「192連勝」の記録を樹立する。それから2年後、18歳になった1969年には全仏オープンとウィンブルドンの女子ジュニア部門で優勝し、4大大会のジュニア2大会連続優勝を飾った。当時の日本テニス界には「アマチュア」も「プロフェッショナル」もなかったが、その中で沢松和子は日本人テニス選手として史上初の「プロ選手」になった。1970年から1975年まで、女子テニス国別対抗戦・フェデレーションカップの日本代表選手を務める。
1968年の全仏オープンから、沢松和子の世界挑戦が始まる。それから5年後、1973年1月の全豪オープンで、沢松は準々決勝でイギリスのバージニア・ウェードを 0-6, 6-1, 6-4 の逆転で破ったが、続く準決勝でオーストラリアのイボンヌ・グーラゴングに 4-6, 3-6 で敗れた。グーラゴングには1975年の全豪オープン準々決勝と、最後の4大大会出場となった全米オープンでも敗れている。
1975年のウィンブルドンで、沢松和子はシングルスの3回戦で第1シードのクリス・エバートに 2-6, 2-6 で敗れたが、日系3世選手であるアン清村とペアを組んだ女子ダブルスで快進撃を見せた。決勝戦の相手はフランソワーズ・デュール（フランス）＆ベティ・ストーブ（オランダ）組に決まった。大会最終日、男子シングルス決勝戦の終了後、沢松は日本人女子選手として初めてウィンブルドンのセンター・コートに足を踏み入れ、7-5, 1-6, 7-5 のスコアで強豪ペアを倒した。当時は衛星中継が始まって間もない時期であり、この試合の模様が録画でテレビ放映されたため、日本人女性初の快挙は全国に大反響を及ぼし、テニスブームが空前の規模で広がった。ウィンブルドンの前後にはシングルスでも好成績を出し、全仏オープンではクリス・エバートとの準々決勝まで進み（スコア：2-6, 2-6）、全米オープンでも準々決勝に進出したが、イボンヌ・グーラゴングに 6-7, 5-7 で惜敗した。これを最後に、沢松和子はテニス界から引退した。日本プロスポーツ大賞殊勲賞受賞。
現役選手引退後は、吉田宗弘（現・吉田記念テニス研修センター理事長）との結婚により「吉田和子」の名前に変わる。現在は千葉県柏市に在住し、自宅の敷地で吉田記念テニス研修センターを運営している。
2019年度より日本テニス協会副会長に就任した。